# Veslování na Letních olympijských hrách 1968
Veslování na Letních olympijských hrách 1968 v Ciudad de México.

## Medailisté

### Muži
| Disciplína              | Zlato | Stříbro | Bronz |
| Skif                    | Henri Jan Wienese · Nizozemsko (NED) | Jochen Meißner · Západní Německo (FRG) | Alberto Demiddi · Argentina (ARG) |
| Dvojskif                | Sovětský svaz (URS) · Anatolij Sass · Alexandr Timošinin | Nizozemsko (NED) · Henricus Droog · Leendert van Dis                                                                                            | Spojené státy americké (USA) · John Nunn · Bill Maher |
| Dvojka bez kormidelníka | Německá demokratická republika (GDR) · Jörg Lucke · Heinz-Jürgen Bothe | Spojené státy americké (USA) · Larry Hough · Tony Johnson                                                                                       | Dánsko (DEN) · Peter Christiansen · Ib Larsen |
| Dvojka s kormidelníkem  | Itálie (ITA) · Primo Baran · Renzo Sambo · Bruno Cipolla | Nizozemsko (NED) · Herman Suselbeek · Hadriaan van Nes · Roderick Rijnders                                                                      | Dánsko (DEN) · Jørn Krab · Harry Jørgensen · Preben Krab |
| Čtyřka bez kormidelníka | Německá demokratická republika (GDR) · Frank Forberger · Frank Rühle · Dieter Grahn · Dieter Schubert                                                                              | Maďarsko (HUN) · Zoltán Melis · József Csermely · György Sarlós · Antal Melis                                                                   | Itálie (ITA) · Renato Bosatta · Pier Conti-Manzini · Tullio Baraglia · Abramo Albini |
| Čtyřka s kormidelníkem  | Nový Zéland (NZL) · Dick Joyce · Ross Collinge · Dudley Storey · Warren Cole · Simon Dickie                                                                                        | Německá demokratická republika (GDR) · Peter Kremtz · Manfred Gelpke · Roland Göhler · Klaus Jacob · Dieter Semetzky                            | Švýcarsko (SUI) · Denis Oswald · Peter Bolliger · Hugo Waser · Jakob Grob · Gottlieb Fröhlich |
| Osmiveslice             | Západní Německo (FRG) · Horst Meyer · Wolfgang Hottenrott · Dirk Schreyer · Egbert Hirschfelder · Rüdiger Henning · Jörg Siebert · Lutz Ulbricht · Nikolaus Ott · Günther Thiersch | Austrálie (AUS) · Bob Shirlaw · Gary Pearce · John Ranch · David Douglas · Peter Dickson · Joe Fazio · Michael Morgan · Alf Duval · Alan Grover | Sovětský svaz (URS) · Zigmas Jukna · Alexandr Martyškin · Antanas Bagdonavičius · Vytautas Briedis · Volodymyr Sterlyk · Valentyn Kravčuk · Juozas Jagelavičius · Viktor Suslin · Jurij Lorencson |

## Přehled medailí
| Pořadí | Země                                 | Zlato | Stříbro | Bronz | Celkově |
| ------ | ------------------------------------ | ----- | ------- | ----- | ------- |
| 1      | Německá demokratická republika (GDR) | 2     | 1       | 0     | 3       |
| 2      | Nizozemsko (NED)                     | 1     | 2       | 0     | 3       |
| 3      | Západní Německo (FRG)                | 1     | 1       | 0     | 2       |
| 4      | Itálie (ITA)                         | 1     | 0       | 1     | 2       |
| 4      | Sovětský svaz (URS)                  | 1     | 0       | 1     | 2       |
| 6      | Nový Zéland (NZL)                    | 1     | 0       | 0     | 1       |
| 7      | Spojené státy americké (USA)         | 0     | 1       | 1     | 2       |
| 8      | Maďarsko (HUN)                       | 0     | 1       | 0     | 1       |
| 8      | Austrálie (AUS)                      | 0     | 1       | 0     | 1       |
| 10     | Dánsko (DEN)                         | 0     | 0       | 2     | 2       |
| 11     | Argentina (ARG)                      | 0     | 0       | 1     | 1       |
| 11     | Švýcarsko (SUI)                      | 0     | 0       | 1     | 1       |
| Celkem | Celkem                               | 7     | 7       | 7     | 21      |